# Абольхасан Банісадр
Абольхасан Банісадр (перс. ابوالحسن بنیصدر; 22 березня 1933, Хамадан, Іран — 9 жовтня 2021, Париж, Франція) — іранський державний діяч, перший президент Ірану (1980—1981), демократично обраний відразу після Ісламської революції 1979 року.

## Біографія
Вступив до антишахського студентського руху у 1960-ті, двічі сидів у в'язниці за антиурядові виступи і був поранений у ході повстання в 1963 році. Пізніше він втік до Франції, де приєднався до ісламської опозиції у вигнанні на чолі з аятолою Хомейні.
Банісадр повернувся до Ірану разом з Хомейні у лютому 1979. Він був призначений заступником міністра економіки і фінансів, потім — міністром закордонних справ, і пізніше міністром економіки в перехідному уряді Ірану.

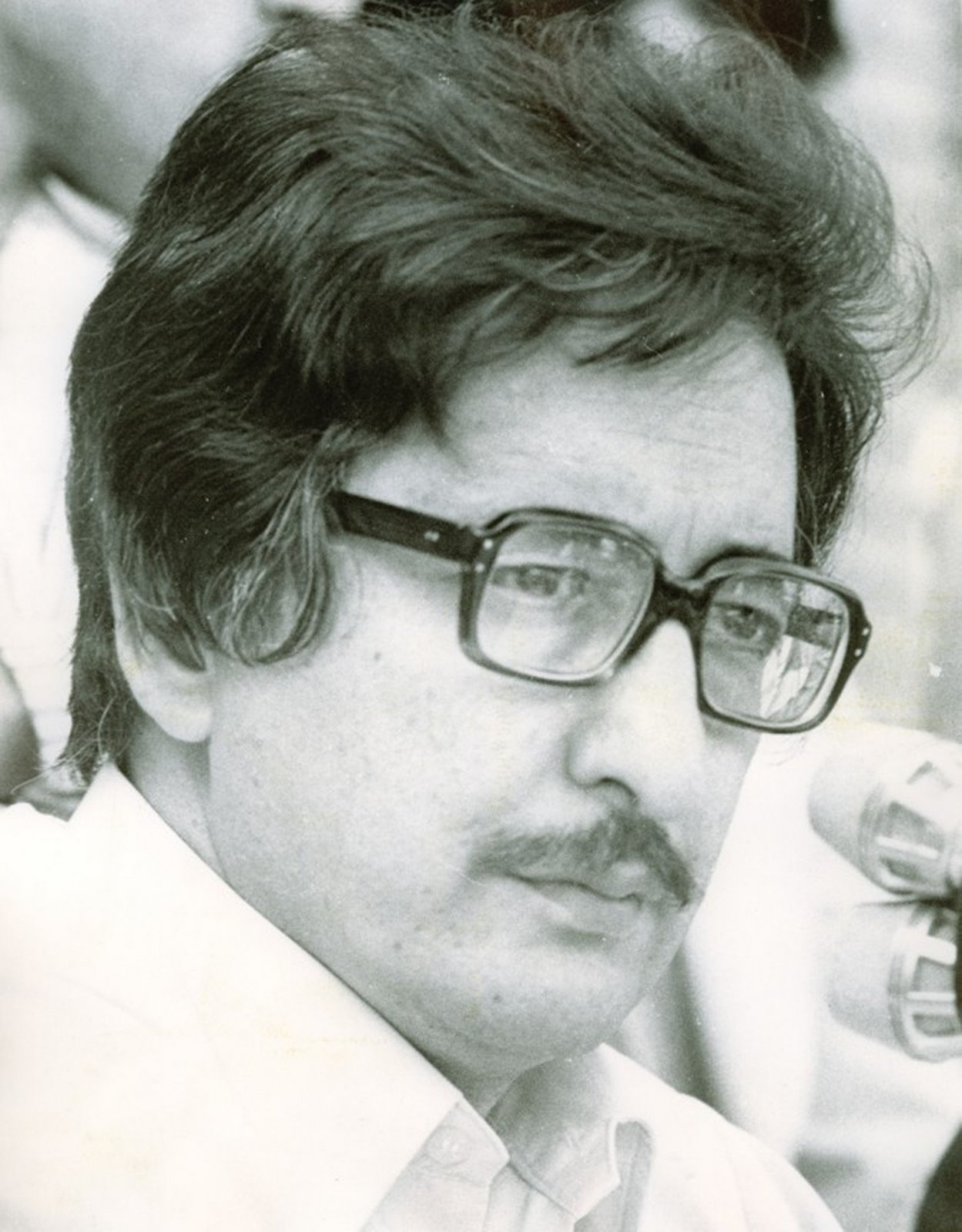
Абольхасан Банісадр в роки президентства

25 січня 1980 обраний президентом Ірану на чотирирічний термін після того, як набрав на виборах 70 % голосів. 4 лютого офіційно вступив на посаду. Хомейні став Верховним лідером з повноваженнями в будь-який момент зняти Банісадра з посади. Навіть церемонія інавгурації пройшла у госпіталі, де лежав Хомейні після серцевого нападу.
Абольхасан Банісадр не був представником духовенства. Хомейні наполіг на тому, щоб ісламське духовенство не займало всі пости в уряді та в ході революції підтримував Банісадра. Проте досить швидко стосунки між ними почали псуватися. Рахбар звинуватив Банісадра у нездатності адекватно керувати військами у ході ірано-іракської війни і зняв з президента повноваження верховного головнокомандувача.
21 червня 1981 Меджліс виніс Банісадру імпічмент з формулювання «за діяльність, що направлена проти ісламського духовенства». В ніч з 21 на 22 червня підрозділи КВІР блокували будинок і резиденцію Банісадра, а також взяли під арешт головних редакторів найбільших газет. Зранку 22 червня Хомейні підписав указ про звільнення Банісадра від обов'язків президента Ірану.
За деякими даними, Аятолла віддав наказ ліквідувати Банісадра, проте схопити його не вдалося. Кілька тижнів йому вдавалося переховуватися, а 10 липня він втік з Ірану, угнавши літак ВПС. Спочатку він перелетів до Туреччини, а звідти — до Франції, де і жив до смерті, займаючись суспільною діяльністю, а також пишучи статті про Іран.
Помер на 89-му році життя 9 жовтня 2021 року в паризькому госпіталі Пітьє-Сальпетрієр після тривалої хвороби.